# 實悟
愿得寺兼俊（1492年—1584年1月17日）或称实悟兼俊，是日本战国时代与安土桃山时代的净土真宗河内愿得寺住持。本愿寺第8代法主本愿寺莲如的第10男。母亲为田山政荣的女儿莲能。儿子是显悟和玄员室。幼名为光童丸。

## 生平
小时候的实悟曾经成为同父异母兄加贺本泉寺住持莲悟兼缘的养子，永正2年（1505年）实悟的同母兄实贤兼照试图拥立法主的阴谋被揭穿后，引起了河内国之乱。后来莲悟的亲生儿子实教出生，实悟在永正5年（1513年）到加贺石川郡剑村清泽坊愿得寺居住。
此外，本愿寺第10代法主证如的监护者莲淳（证如的外祖父）因为强力采用统一的制度而反弹了加贺一族。最后在享禄4年（1531年）引发暴乱。实悟居住的清泽愿得寺被烧毁，最后和莲悟一起逃亡。实悟的舅舅田山家俊为了救出实悟而在加贺开战，最后战败。
连悟在界町不幸身亡，实悟则在天文19年（1550年）因为莲淳的死而得到了赦免。最后在永禄年间，实悟回到河内并在古桥坊居住，之后古桥坊改名为愿得寺，直到天正11年（1584年）92岁高龄的实悟病逝。